# Marcello Nizzola
Marcello Nizzola   (Gènova, 17 de desembre de 1900 - Gènova, 22 de febrer de 1947) va ser un lluitador italià, que combinà la lluita grecoromana i la lluita lliure, que va competir durant la dècada de 1930. Era el pare del també lluitador Garibaldo Nizzola.
El 1932 va prendre part en els Jocs Olímpics de Los Angeles, on guanyà la medalla de plata en la competició del pes gall del programa de lluita grecoromana. Quatre anys més tard, als Jocs de Berlín, disputà la prova del pes gall del programa de lluita lliure.
En el seu palmarès també destaquen dues medalles al Campionat d'Europa de lluita, una d'or i una de bronze; i cinc campionats nacionals. Va ser assassinat per motius polítics el 1947.